# Zizur Mayor
Pour les articles homonymes, voir Cizur et Cizur Menor.
Zizur Mayor en espagnol, Zizur Nagusia en basque , est une municipalité de la communauté forale de Navarre, dans le Nord de l'Espagne.
Elle est située dans la zone linguistique mixte de la province
Il ne fait plus partie de la municipalité voisine de Cendea de Cizur, malgré sa proximité géographique et toponymique. Il s'en est séparé en 1992.
Son territoire est brièvement emprunté, sur sa bordure sud, par le Camino navarro du chemin de Saint-Jacques-de-Compostelle.

## Géographie
Zizur Mayor-Zizur Nagusia est bordée par l'Arga, à 5 km au sud-ouest de Pampelune.

### Localités limitrophes
| Nord-ouest Arazuri (Cendea de Olza) | Nord Barañáin     | Nord-est Pampelune (quartier de Echavacoiz) |
| Ouest Gazólaz et Sagüés (Cendea de Cizur) |                   | Est Cizur Menor (Cendea de Cizur)           |
| Sud-ouest Guenduláin (Cendea de Cizur) Galar (Galar)                                                                                           | Sud Galar (Galar) | Sud-est Cizur Menor (Cendea de Cizur)       |
| Entre parenthèses sont indiqués les municipios (municipalités ou cantons) dont dépendent les concejos (communes) ou autres localités mineures. |                   |                                             |

## Administration
Le municipio de Zizur Mayor se compose des trois quartiers (barrios):
- le Centre historique de Zizur Mayor (Casco antiguo),
- l'Urbanización Zizur Mayor,
- l'Urbanización Ardoy, créée en 2011

Chronologie des maires de Zizur Mayor, d'abord à la tête d'un concejo (commune) jusqu'au 2 septembre 1992, puis d'un municipio (municipalité ou canton) à part entière :
| 2007-2011 | Pedro Huarte Iribarren   | Na-Bai              |
| 2003-2007 | Luis Mª Iriarte Larumbe  | UPN-PP              |
| 1999-2003 | Luis Mª Iriarte Larumbe  | AIZM (Indépendants) |
| 1995-1999 | Luis Mª Iriarte Larumbe  | AIZM                |
| 1992-1995 | Luis Ibero Elía          | AIZM                |
| 1987-1992 | Luis Ibero Elía          | AIZM                |
| 1983-1987 | Luis Ibero Elía          | AIZM                |
| 1979-1983 | Victorino Munárriz Gabay | PSN-PSOE            |
| 1975-1979 | Victorino Munárriz Gabay | PSN-PSOE            |
| 1971-1975 | Victorino Munárriz Gabay | PSN-PSOE            |
| 1967-1971 | Victorino Munárriz Gabay | PSN-PSOE            |
| 1963-1967 | Victorino Munárriz Gabay | PSN-PSOE            |

## Démographie
| Évolution démographique                                                    | Évolution démographique | Évolution démographique | Évolution démographique | Évolution démographique | Évolution démographique | Évolution démographique | Évolution démographique | Évolution démographique | Évolution démographique | Évolution démographique |
| 1996                                                                       | 1998                    | 1999                    | 2000                    | 2001                    | 2002                    | 2003                    | 2004                    | 2005                    | 2006                    | 2007                    |
| -------------------------------------------------------------------------- | ----------------------- | ----------------------- | ----------------------- | ----------------------- | ----------------------- | ----------------------- | ----------------------- | ----------------------- | ----------------------- | ----------------------- |
| 8 248                                                                      | 9 397                   | 10 077                  | 10 686                  | 11 394                  | 11 950                  | 12 474                  | 12 833                  | 13 052                  | 13 197                  | 13 189                  |
| Sources : Zizur Mayor/Zizur Nagusia et instituto de estadística de navarra |                         |                         |                         |                         |                         |                         |                         |                         |                         |                         |

## Transports en commun
Les lignes  15 18 N2 de Eskualdeko Hiri Garraioa desservent Zizur Nagusia.

## Culture et patrimoine

### Patrimoine religieux
L’église San Andrés,
Elle possède une gothique du XIVe siècle, avec une nef de quatre travées et un retable de style plateresque.

### Pèlerinage de Compostelle
Sur le Camino navarro du Pèlerinage de Saint-Jacques-de-Compostelle, on vient de Cizur Menor ; la prochaine commune est Guenduláin, puis Zariquiegui avec son église romane San Andres.

## Personnalités
- Raúl García Escudero footballeur né le 11 juillet 1987 ayant vécu son enfance à Zizur Mayor. Joue en position d'avant-centre au  Club Atlético Osasuna. Transféré à l'Atlético de Madrid par décision du président Patxi Izco.
- Asier Martínez (né le 22 avril 2000 à Zizur Mayor) est un athlète espagnol, spécialiste du 110 mètres haies.

### Légendes
On raconte que, sur le mont Erreniega (Sierra del Perdón), vivait dans la forêt un homme, le Basajaun, qui avait seulement un œil au milieu du front. Il descendait les nuits au village pour manger les brebis des bergers. Un de ceux-ci avec des hommes du village, le capturèrent et le brûlèrent. Cette légende se confond avec celle de la capture et du bûcher de Tartalo.

### Sources et bibliographie
- (es) Cet article est partiellement ou en totalité issu de l’article de Wikipédia en espagnol intitulé « Zizur Mayor » (voir la liste des auteurs).
- Grégoire, J.-Y. & Laborde-Balen, L. , « Le Chemin de Saint-Jacques en Espagne - De Saint-Jean-Pied-de-Port à Compostelle - Guide pratique du pèlerin », Rando Éditions, mars 2006,  (ISBN 2-84182-224-9)
- « Camino de Santiago St-Jean-Pied-de-Port - Santiago de Compostela », Michelin et Cie, Manufacture Française des Pneumatiques Michelin, Paris, 2009,  (ISBN 978-2-06-714805-5)
- « Le Chemin de Saint-Jacques Carte Routière », Junta de Castilla y León, Editorial Everest